# السموع
السموع (به لاتین: As-Samu) یک شهر در کرانهٔ غربی رود اردن است که در استان الخلیل واقع شده‌است.

## خصوصیات
السموع ۱۹٬۶۴۹ نفر جمعیت دارد.